# عضلة طويلة باسطة لأصابع القدم
العَضَلَة الطَّويلَة الباسِطَة لِأصابع القَدَم  (بالإنجليزية: Extensor Digitorum Longus Muscle)، هي عضلة من عَضلات الطَرف السُفلي لِجسم الإنسان.

## المَنشأ
تَنشأ العَضلة من الثَلاثة أرباع العُلوية من السَطح الأمامي لِعظمة الشظية.

## المَغرس
تَنغرس هذه العَضلة عن طَريق أربع أوتار، وَتر لكل إصبع (باستثناء إصبع القدم الكَبير)، وَتَمر هذه الأوتار من خلال تَمدد الباسِطة (Extensor expansion) .

## العَصب
يَتصل بِها العَصب الظُنبوبِي الأَمامِي (Anterior Tibial nerve).

## الحَركة
هذه العَضلة مسؤولة بِشكل أساسي عَن: 
1. الانثناء الظَهرانِي (Dorsiflexion) للقدم.
2. بَسط المِفصل بَين السُّلاَمَيَات والمِفصل المِشطِي السُلامِي لأصابع القدم(باستثناء إصبع القدم الكبير).

## معرض صور

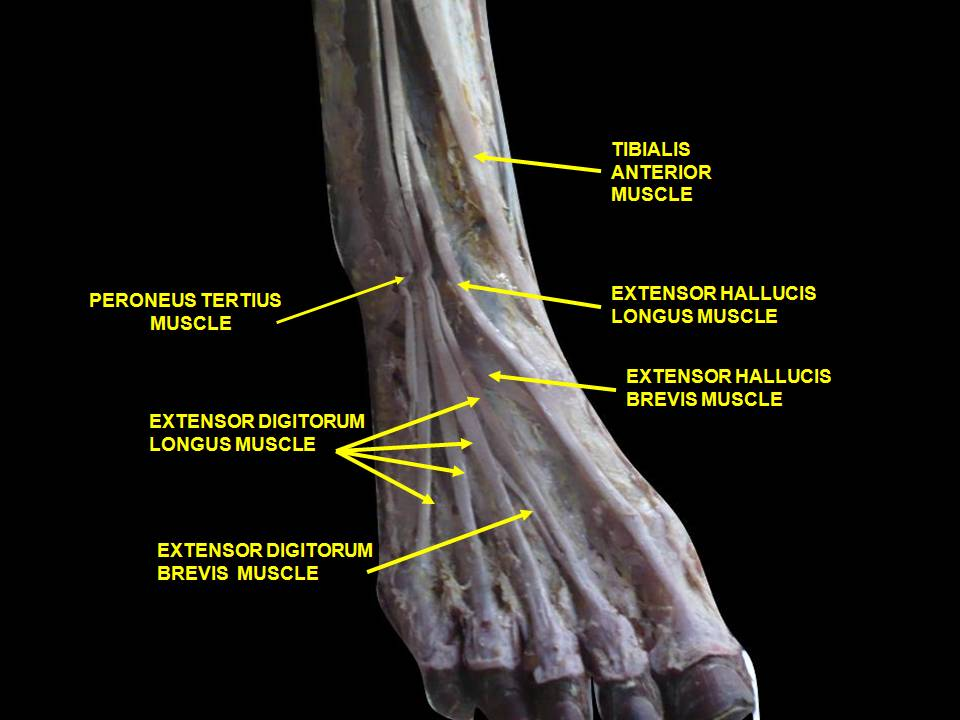
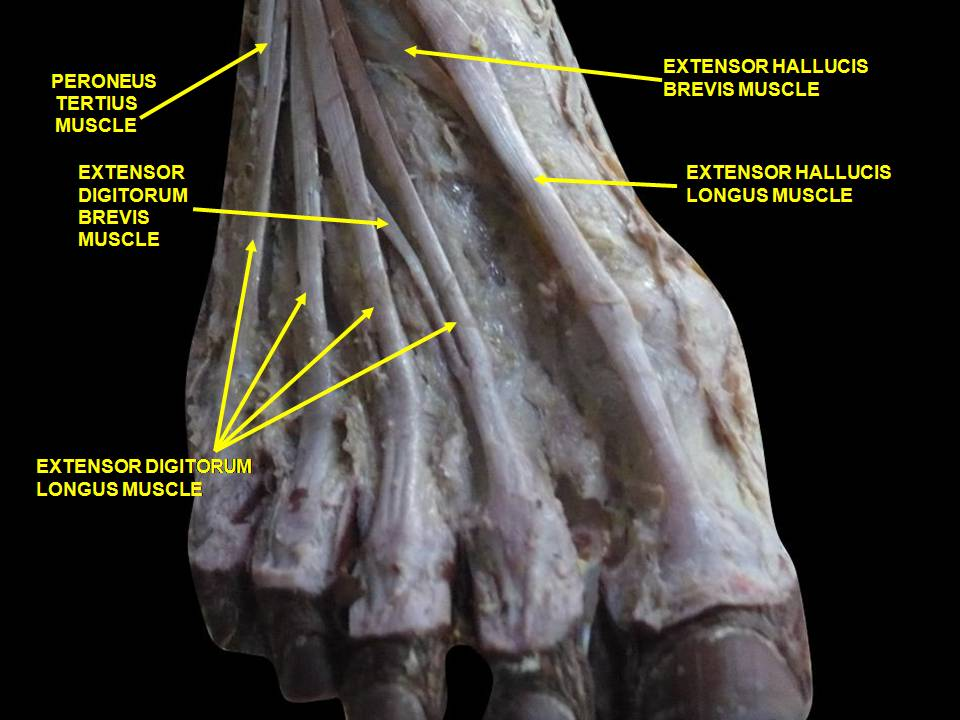
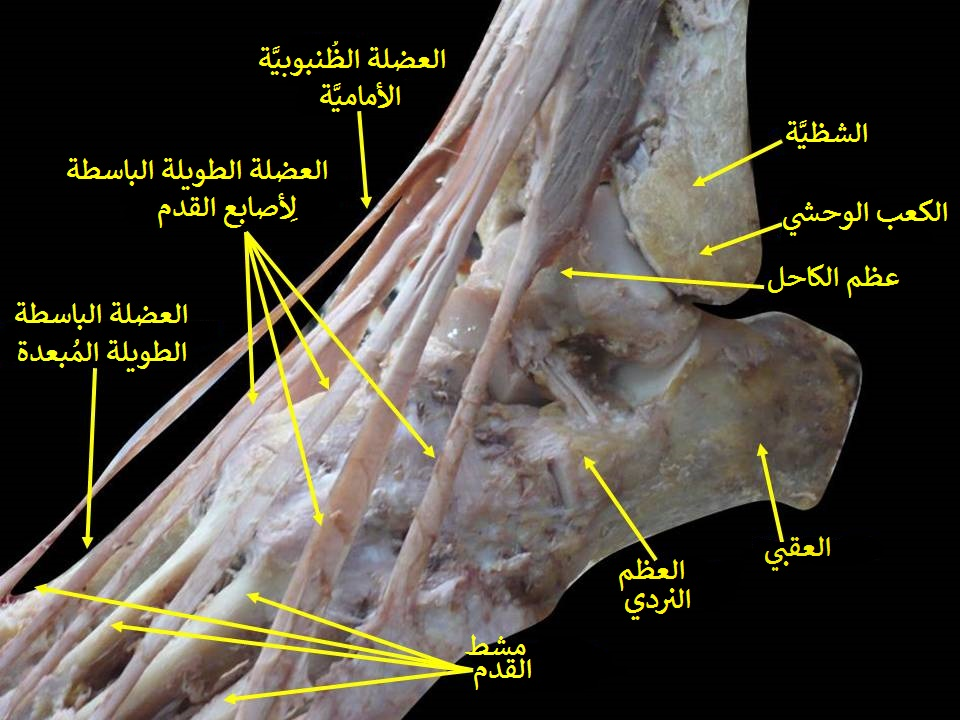

## المَراجع
1. Lower Limb Anatomy Part IIB, Alexandria University Faculty of Medicine,1st year, page.61